# Дзеберкой (село)
Дзеберкой — село в Туапсинском районе Краснодарского края. Входит в состав Шепсинского сельского поселения.

## География
Село Дзеберкой расположено в 12 км юго-восточнее города Туапсе. Южнее находится платформа Гизель-Дере Северо-Кавказской железной дороги.

## История
Село основано в 1892—1895 годах при строительстве шоссе Новороссийск—Сухуми.
С 11 мая 1920 года село Дзеберкой входило в состав Вельяминовской волости Туапсинского отдела Черноморского округа Кубано-Черноморской области.
С 26 января 1923 года село — в составе Туапсинского района Черноморского округа Кубано-Черноморской области.
С 21 мая 1935 года по 16 апреля 1940 года село находилось в подчинении горисполкома города Туапсе, после чего было возвращено во вновь образованный Туапсинский район.

## Население
| 1999 | 2002 | 2010 |
| ---- | ---- | ---- |
| 208  | ↗274 | ↗306 |

По сведениям на 1 января 1987 года в селе Дзеберкой Шепсинского сельского Совета проживало 176 человек. 

## Улицы
- ул. Мирная
- ул. Нагорная
- ул. Новая
- ул. Черноморская
- ул. Щелевая